# Tachychlora flavicoma
Tachychlora flavicoma là một loài bướm đêm trong họ Geometridae.